# Cappella Madonna delle Grazie
La Cappella Madonna delle Grazie in Sant'Abbondio è una cappella di Pompei, costruita nel 1895 dal beato Bartolo Longo.